# サイアム・パラゴン
サイアム・パラゴン（泰: สยามพารากอน、英文表記: Siam Paragon）は、タイ王国の首都バンコクのパトゥムワン区にある、大型商業施設。ラーマ1世通り沿いにあり、バンコク・スカイトレインのサイアム駅やサイアム・センターに隣接している。
サイアム・ピワット社 (Siam Piwat Co. Ltd.,)とザ・モール・グループの所有である。

## 歴史
- 2005年12月9日9時9分に部分開業。
- 2023年10月3日午後4時半（タイ時間）ごろ、銃を持った男が発砲し、2人が死亡、5人が重軽傷を負う発砲事件が発生[1]。

## テナント
- BF（水族館）

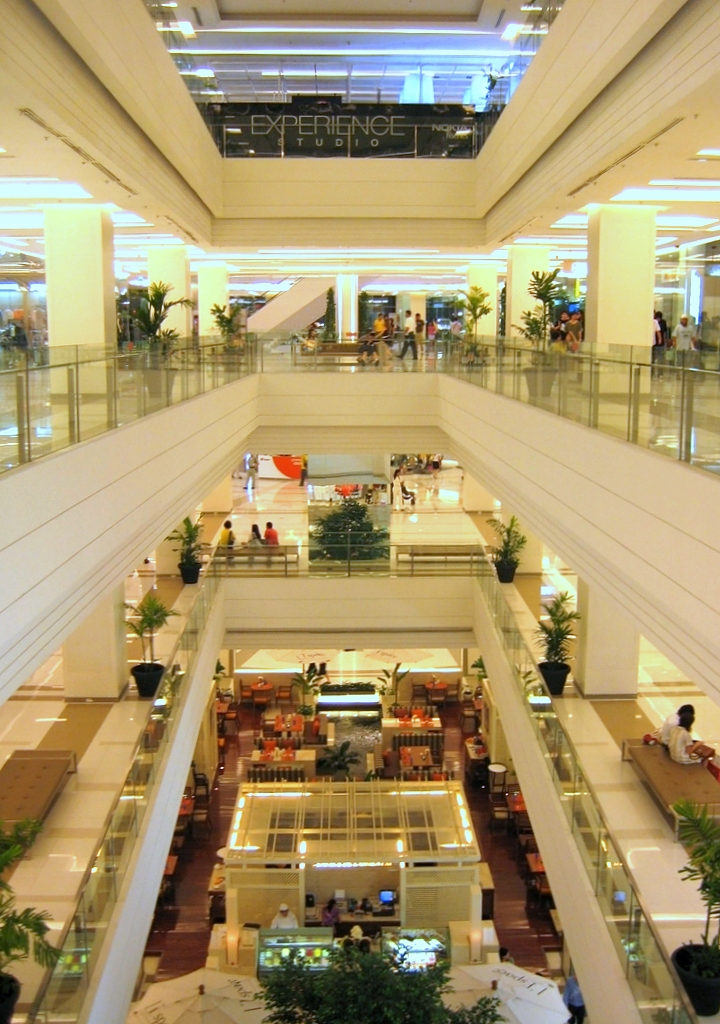
店内の吹抜け

  - サイアム・オーシャン・ワールド（en:Sea Life Bangkok Ocean World）
- GF（ground floor、グルメパラダイス）
  - MK Gold
  - 大戸屋
  - 壱番屋
  - モスバーガー
- MF（main floor、ラグジュアリー） - バンコク・スカイトレインとケンピンスキーに直結
  - ブルガリ
  - カルティエ
  - シャネル
  - ファンケル
- 1F（ファッション）
  - H&M
  - ZARA
- 2F（ライフスタイル＆レジャー）
  - 資生堂サロン・スパ
  - 東京堂書店
  - BOSE
  - リーガル (靴)
- 3F（リビング＆テクノロジー）
  - 紀伊国屋書店
- 4F（パラゴンパッセージ＆ITワールド）
  - ベルリッツ
- 4AF（教育）
- 5F（エンターテイメント）
  - キッザニア
  - シネマコンプレックス
  - パラゴンホール